# Flintstone Flyer

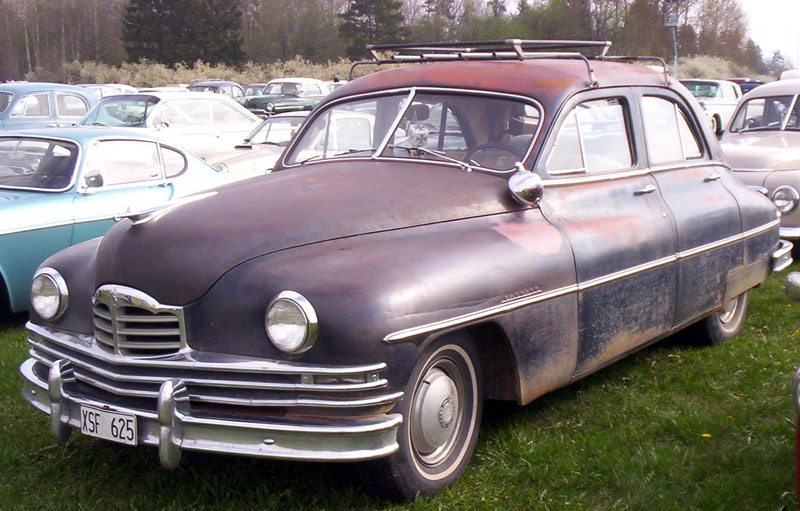
Un viejo Packard de 1949, similar al utilizado por Dave Koffel para construir el Flinstone Flyer

El Flintstone Flyer es un automóvil gasser (un coche de serie adapatado para las carreras de aceleración), un Packard de 1949 con el motor de un Chevrolet Corvette de la década de 1960, construido y conducido por Dave Koffel. Estableció un récord nacional de clase (en 1961) y ganó dos títulos de clase (1962 y 1963) en especialidades de dragster.

## Historia
El automóvil era un Packard azul oscuro de 1949, comprado por 50 dólares estadounidenses, preparado en el propio garaje de Koffel.
El motor original fue sustituido por un propulsor Chevrolet V8 de bloque pequeño preparado (procedente de un Chevrolet Corvette de 1961).
La transmisión disponía de una caja de cambios manual de cuatro velocidades de un Corvette, y el eje trasero provenía de un Plymouth de 1957 con una relación pronunciada de 6.17:1 (debido al alto peso del automóvil, 4430 lb (2009,4 kg)).
En 1961 Koffel le introdujo al motor la inyección de combustible. Con esta configuración, el automóvil estableció un nuevo récord nacional NHRA E/G con un tiempo de 13,33 segundos en el cuarto de milla y una velocidad punta de 104,04 mph (167,4 km/h).
Ganó el título nacional E/G de 1962 en los NHRA Nationals, en el Circuito de Indianápolis, con un tiempo de 13,71 segundos y una velocidad punta de 102,85 mph (165,5 km/h).
En 1963, Koffel reemplazó los paneles frontales de acero por piezas de plástico reforzado con vidrio personalizadas producidas por Walt Sari de Ashtabula (Ohio). Con los paneles de fibra de vidrio instalados, el 'Flintstone Flyer ganó el título nacional de F/G de 1963 en los NHRA Nationals de Indianápolis, con un tiempo de 13,69 segundos y una velocidad punta de 101,8 mph (163,8 km/h).